# La poule aux œufs d'or
La poule aux œufs d'or er en fransk stumfilm fra 1905 af Gaston Velle.